# باغ حیات وحش

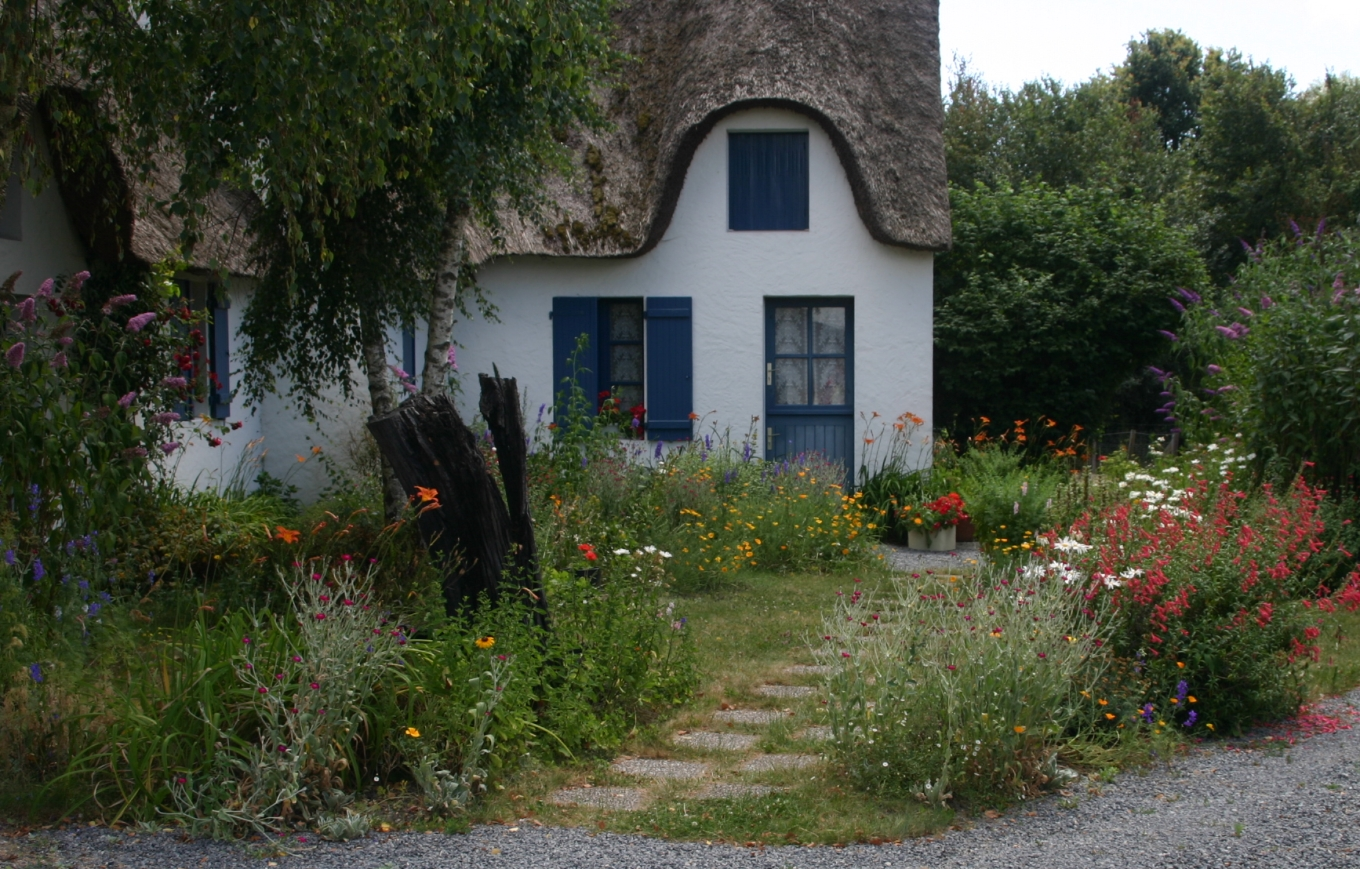
باغ حیات وحش (در لوار آتلانتیک در غرب فرانسه)

باغ حیات وحش (به انگلیسی: Wildlife garden) (یا باغ وحشی) محیطی است که توسط باغبان ایجاد می‌شود و به عنوان پناهگاهی پایدار برای حیات وحش اطراف عمل می‌کند. باغ‌های حیات وحش دارای زیستگاه‌های مختلفی هستند که از گیاهان بومی و محلی، پرندگان، دوزیستان، خزندگان، حشرات، پستانداران و غیره پشتیبانی می‌کنند. ایجاد باغی که از محیط پیش از ساخته شدن محل سکونت تقلید می‌کند و/یا باغ را شبیه به مناطق وحشی دست نخورده نزدیک می‌کند (بازگردانی طبیعت وحشی) به سیستم‌های طبیعی اجازه تعامل و برقراری تعادل را می‌دهد و در نهایت نیاز به نگهداری و مداخله باغبان را به حداقل می‌رساند. باغ‌های حیات وحش همچنین می‌توانند نقش اساسی در کنترل بیولوژیکی آفات داشته باشد و همچنین تنوع زیستی، کاشت گونه بومی را ارتقاء دهند و به‌طور کلی برای محیط زیست سودمند باشند.

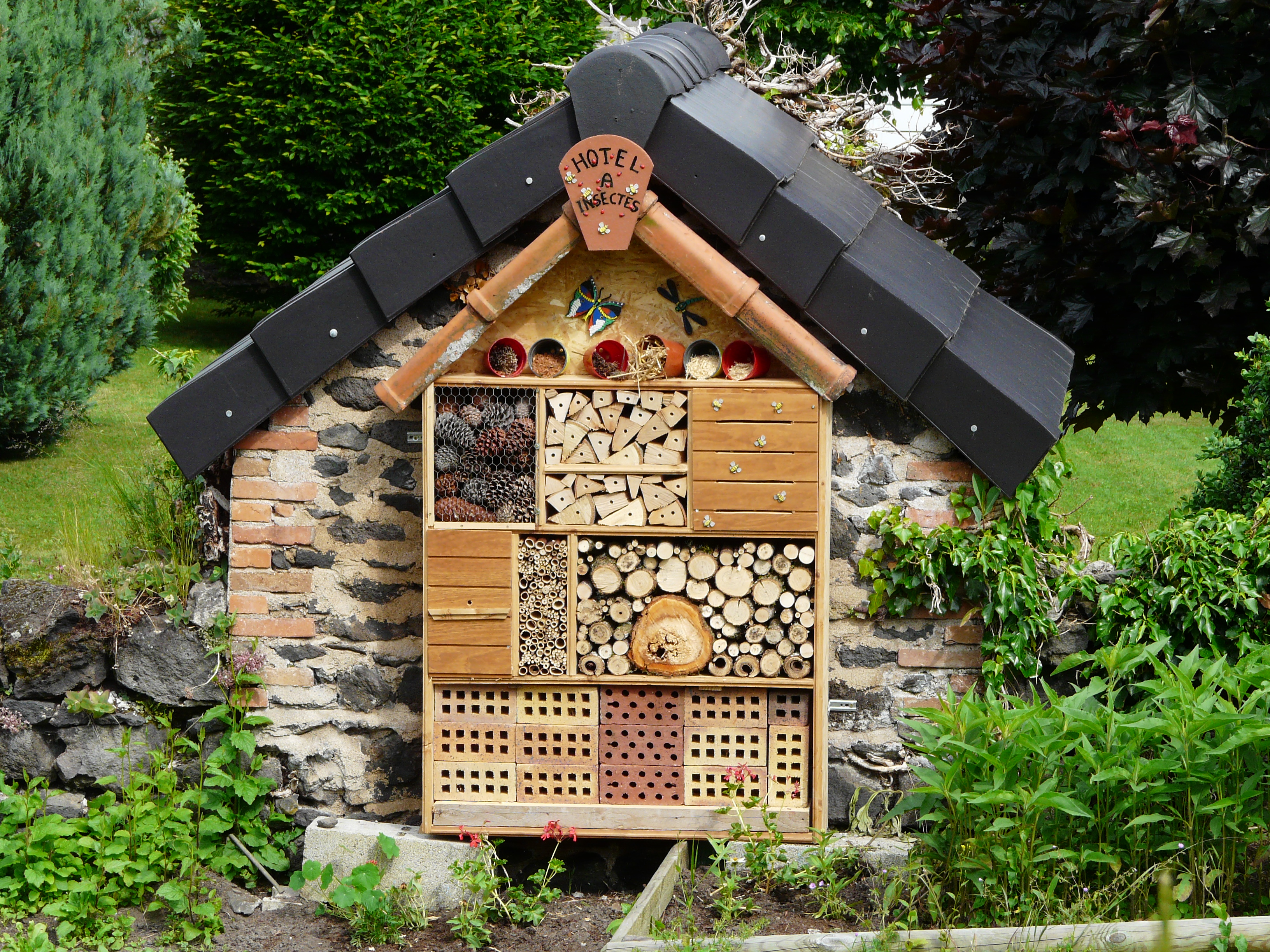
خانه حشرات در Pontgibaud, Puy-de-Dome، فرانسه